# Amomum irosinense
Amomum irosinense är en enhjärtbladig växtart som först beskrevs av Adolph Daniel Edward Elmer, och fick sitt nu gällande namn av Elmer Drew Merrill. Amomum irosinense ingår i släktet Amomum och familjen Zingiberaceae. Inga underarter finns listade i Catalogue of Life.